# Мирвићи на Подхрањену
Мирвићи на Подхрањену је насељено мјесто у граду Горажду, Босна и Херцеговина.

## Становништво
|         | 2013.       | 1991.        | 1981.        | 1971.        |
| Укупно  | 14 (100,0%) | 57 (100,0%)  | 62 (100,0%)  | 103 (100,0%) |
| Бошњаци | 14 (100,0%) | 57 (100,0%)1 | 62 (100,0%)1 | 79 (76,70%)1 |
| Срби    | –           | –            | –            | 22 (21,36%)  |
| Остали  | –           | –            | –            | 2 (1,942%)   |

1. 1 На пописима од 1971. до 1991. Бошњаци су пописивани углавном као Муслимани.